# Yvonne Mai-Graham
Pour les articles homonymes, voir Graham.
Yvonne Mai-Graham, née Grabner le 22 août 1965 à Annaberg-Buchholz en Saxe, est une athlète allemande devenue jamaïcaine, qui a couru le 1 500 mètres dans les années 1980-90. Jusqu'en 1990, elle courait sous les couleurs de la République démocratique allemande (RDA).
Son plus grand succès est la médaille de bronze aux championnats du monde en salle de 1989. En 1995, elle était classée deuxième mondiale dans les bilans de fin d'année sur 1 500 m derrière l'Irlandaise Sonia O'Sullivan.
Lors du meeting du Mémorial Van Damme en Août 1994, à Bruxelles , elle remporte le 1 500 m, pour lequel elle était censée initialement servir de « lièvre », devant l'algérienne Boulmerka.
Yvonne Mai-Graham courait pour le club de SC Neubrandenburg, puis à partir de 1991 pour l'Empor Rostock.
Après avoir été dans un premier temps l'épouse du triple sauteur est-Allemand Volker Mai, elle épousa en 1993 le coureur de 400 m haies Winthrop Graham et prit la nationalité jamaïcaine. Elle avait un poids de forme de 65 kg pour une taille de 1,71 m.

## Palmarès

### Championnats du monde d'athlétisme
- Championnats du monde d'athlétisme de 1991 à Tokyo (Japon)
  - 13e sur 1 500 m
- Championnats du monde d'athlétisme de 1995 à Göteborg (Suède)
  - 10e sur 1 500 m

### Championnats du monde d'athlétisme en salle
- Championnats du monde d'athlétisme en salle de 1989 à Budapest (Hongrie)
  -  Médaille de bronze sur 1 500 m
- Championnats du monde d'athlétisme en salle de 1991 à Séville (Espagne)
  - 6e sur 1 500 m

### Championnats d'Europe d'athlétisme
- Championnats d'Europe d'athlétisme de 1990 à Split (Yougoslavie)
  - 7e sur 1 500 m

### Championnats d'Europe d'athlétisme en salle
- Championnats d'Europe d'athlétisme en salle de 1989 à La Haye (Pays-Bas)
  - 4e sur 1 500 m

### Championnats d'Europe Junior d'athlétisme
- Championnats d'Europe Junior d'athlétisme de 1983 à Schwechat (Autriche)
  -  Médaille de bronze sur 1 500 m

### Records personnels
- 1 000 m : 2:32,77 le 17 août 1990 à Berlin
- 1 500 m : 4:01,84 le 25 juillet 1995 à Monaco
- Mile : 4:22,97 le 15 août 1990 à Zurich
- 2 000 m : 5:45,07 le 12 juillet 1991 à Londres
- 3 000 m : 8:37,07 le 16 août 1995 à Zurich
- 5 000 m : 15:07,91 le 1er septembre 1995 à Berlin

## Sources
- (de) Cet article est partiellement ou en totalité issu de l’article de Wikipédia en allemand intitulé « Yvonne Mai-Graham » (voir la liste des auteurs).